# Liban na Letnich Igrzyskach Olimpijskich 1976
Liban na Letnich Igrzyskach Olimpijskich 1976 reprezentowało 3 zawodników (mężczyźni). Nie zdobyli oni żadnego medalu na tych igrzyskach. Był to siódmy start reprezentacji Libanu na letnich igrzyskach olimpijskich.